# Kosei Numata
Kosei Numata (沼田 航征 Numata Kosei?, nacido el 12 de enero de 2002 en Tokio) es un futbolista japonés que juega como centrocampista.
En 2019, Numata se unió al FC Tokyo de la J1 League.

## Trayectoria

### Clubes
| Club     | País  | Año    |
| -------- | ----- | ------ |
| FC Tokyo | Japón | 2019 - |

## Estadística de carrera

### J. League
| Club            | Año   | J. League | J. League | Copa J. League | Copa J. League | Total | Total |
| Club            | Año   | Part.     | Goles     | Part.          | Goles          | Part. | Goles |
| --------------- | ----- | --------- | --------- | -------------- | -------------- | ----- | ----- |
| FC Tokyo        | 2019  | 0         | 0         | 0              | 0              | 0     | 0     |
| FC Tokyo sub-23 | 2019  | 5         | 0         | -              | -              | 5     | 0     |
| Total           | Total | 5         | 0         | 0              | 0              | 5     | 0     |